# 래깅
래깅(ragging)은 인도, 방글라데시, 스리랑카 등 남아시아 국가들의 고등교육기관에서 행해지는 이른바 '신고식'에 쓰이는 말이다. 이 관행은 북미와 프랑스의 신고식, 포르투갈의praxe 그리고 전 세계의 교육기관에서의 다른 유사한 관행과 비슷한 관습이다. 래깅은 선배들에 의한 신입생이나 후배들의 학대, 굴욕 또는 괴롭힘을 뜻한다. 래깅은 신입생이나 저학년 학생들이 고학년 학생들에게 심리적 혹은 육체적 고문을 당하는 형태를 띈다. 2009년 인도대학보조금위원회는 인도의 대학들에게 래깅 억제를 돕기 위해 규제를 가했고, 전화비가 무료인  '래깅 방지 헬프콜'을 출범시켰다.
래깅은 집단 따돌림의 일부분이다. 여러 가지 복잡한 형태의 집단 따돌림과는 달리, 래깅은 쉽게 알아볼 수 있다.

## 래깅의 종류

### 복장 래깅
신입생들은 특정한 기간 동안 특정한 복장을 입도록 강요 받는다. 규정된 복장 규정은 일반적으로 특이한데, 예를 들어 머리에 기름을 두르고 빗은 머리칼로 완전히 흰색이나 검은색으로 옷을 입는 것, 줄무늬가 없는 와이셔츠를 입는 것, 여자아이를 위한 긴 치마를 입는 것 등이 있다. 복장 규정을 어기는 것은 신입생들에게 종종 다른 모든 사람들로부터 불필요한 관심을 받기 때문에 불편함을 느끼게 할 수 있다.

### 욕설
언어적 고문은 화자가 언급하고 싶이 않아 하는 대화를 강요하는 것을 포함한다. 신입생들에게 어떤 저속한 노래의 가사를 부르거나 또래 친구들이 많이 있는 곳에서 욕설을 하게 강요할 수 있다. 이 기간 동안 선배들은 카드라는 욕설적이고 모욕적인 별명을 후배들에게 부여하고, 대학생활 내내 그 이름으로 불려야만 한다. 일부 대학에서는 이 별명이 래깅 기간이 지나면 덜 저속한 이름으로 바뀐다. 이러한 별명들은 주로 대학 당국이 래깅과 다른 불법 활동에 연루된 학생들을 식별하는 것을 막는 수단으로 사용된다. 말장난의 형태는 기관마다 다르다. 어떤 대학에서는 학생들이 저속한 단어로 이루어진 시를 암기하고 다른 사람들 앞에서 암송해야 한다.

### 신체적 학대
신입생들은 윗몸일으키기나 팔굽혀펴기, 머가 포즈로 앉기, 선배들에게 '경'이라고 부를 것을 강요받거나 셔츠를 벗기 등 다양한 일을 하도록 강요된다. 이러한 학대에 저항하려는 신입생들은 고학년들에 의해 야구 방망이로 맞거나 뺨을 맞을 수 있다.
그러나 인도에서는 그 선배에 대한 불만이 제기될 경우, 그들(그리고 그 당시 참석했던 다른 사람들)은 대학 퇴학, 1년 징역 등의 엄중한 처벌을 받게 된다.

### 학업성적
선배는 자신의 과제를 신입생들에게 맡기거나, 신입생들에게 조퇴하거나 어떠한 활동이나 동아리 등에 참여하지 않도록 강요할 수 있다. 그러나 때로는 신입생들이 다가오는 해에 더 많은 작업량을 위해 신입생들을 준비하기 위해 대학 시간 동안 강의를 듣는 것을 제외하고는 어떤 학업과 관련된 활동도 하지 못하게 함으로써 역행하기도 한다.
이와 같은 관행이 극단적으로 치닫아 선배가 신고당하게 되면 엄격한 처벌로 이어진다.

## 인도에서의 래깅
인도의 명문 대학들, 특히 의학 대학들도 래깅을 한 전력이 있다. 때때로 그것은 대학 전통으로 여겨지기도 한다. 피해자들에게 중상을 입힌다는 잦은 불만들과 래깅과 관련된 엄격한 법 때문에 점점 래깅은 사라져가고 있다. 래깅은 이제 학생 개개인의 존엄성을 침해하거나 침해하는 것으로 인식되는 행위로 정의된다.
대법원의 명령에 따라 인도 정부에 의해 '래깅 방지 헬프콜'이 출범했다.

아만 카치로의 죽음을 조사했던 2009년 한 고위 위원회는 사망 원인이 래깅에서 이어진 과음과 폭력이라고 밝혔다.
2007년의 한 보고서는 42건의 신체 부상 사례를 강조하고 있으며, 10명의 사망자가 걸레로 인한 것으로 알려져 있다. 래깅으로 인해 지난 7년간 최소 30명이 사망했다고 한다. 2007년에 대략 7명의 래깅 사망자가 보고되었다. 또 상당수 신입생들은 정신병원에 입학할 정도로 심한 정신적 충격을 받았다.
인도의 래깅은 일반적으로 심각한 인권 침해와 심각한 괴롭힘을 포함한다. 종종 언론 보도와 다른 사람들은 그것이 많은 기관에서 악명 높은 아부 그라이브 스타일과 무고한 희생자들에 대해 진행되고 있다는 것을 알게 된다.
교육에서의 폭력 반대 NGO 협회(SAVE)는 래깅이 또한 공학이나 다른 기관들, 주로 호스텔에서 광범위하게 그리고 위험하게 만연하고 있다고 공표했다.

### 래깅 방지 헬프콜과 익명 불만 사항
대법원 지시에 따라 대학으로부터 래깅 민원을 기관장과 지역 경찰 당국에 알려 래깅을 할 경우 피해자들을 돕고 조치를 취할 수 있는 '전국 래깅방지 헬플라인'이 만들어졌다. 이 서비스의 주요 특징은 민원을 익명으로 등록할 수 있다는 것이다.
인도 국립 래깅 방지 헬프콜은 2009년 6월부터 래깅으로 인해 곤경에 처한 학생들을 돕기 위해 일하기 시작했다. 이메일과 24시간 무료 전화번호를 통해 연락할 수 있다.
익명 민원에 대한 조항은 서비스 설립 당시 가장 중요하게 여겨졌는데, 서비스 설립 당시 피해자는 완전한 보안 환경으로부터 벗어나 주범과 유착하거나 가까이 있기 때문이다. 아만 카흐루와 같은 많은 래깅 사망자들이 선배들 때문에 발생했기 때문에, 익명의 항의는 헬프콜에서도 똑같이 허용되었다.
UGC 규정에 따르면, 폭력, 신체적 학대, 성희롱, 감금 등이 신입생들에게 발생할 경우, 대학은 경찰에 최초 진술서를 제출해야 한다. 헬프콜으로부터 이러한 민원을 접수한 후, 24시간 이내에 경찰에 최초 진술서를 등록하는 것은 기관장의 의무가 된다. 2013년 델리의 유명 대학의 원장, 학장, 등기 담당자를 상대로 래깅 민원을 접수한 지 24시간 이내에 경찰에 알리지 않고 최초 진술서 제출을 하지 않은 혐의(공공기관 IPC 176에 알리지 않은 혐의)로 경찰 사례가 등록되었다.
'래깅 방지 헬프콜'의 데이터베이스는 불만사항을 등록한 곳으로부터 대학안의 안전한 환경을 보장하는 데 어느 정도 성공했음을 나타낸다. 많은 경우에, 그것은 대학 보조금 위원회에 그 범죄자들에 대해 어떠한 조치도 취하기를 거부한 대학들에 대한 조치에 대한 고소장을 전달했다.

#### 논란
헬프콜에 대해 부각된 주요 우려사항은 전체 전화 통화 중 극히 미미한 비율(0.1%)만을 등록했다는 점이다. 구체적인 사례로, 무료 헬프라인(1800~180~5522)은 2012년 11월부터 2013년 1월까지 3개월 동안 16만5297건의 전화를 받았지만 이 기간 접수된 민원은 190건에 불과했다. 이에 대해 헬프콜 측은, 대다수의 전화가 헬프콜의 작동 여부를 확인하고자 하는 학생들의 문의였다고 주장했다. 일부 학생들은 불만을 제기하지 않고 중간에서 생각을 바꾸었다.또한 수신자 부담 전화 번호였기 때문에 많은 통화 내용이 장난전화라고 하였다.

### 입법
1997년 타밀나두주는 처음으로 래깅과 관련된 법을 통과시켰다. 그 후 2001년 5월 인도 대법원이 비슈와 자그리티 선교단이 제기한 공익 소송에 반응하여 판결을 내려 래깅 방지 노력에 큰 힘이 실렸다.

#### 마하라슈트라 래깅 금지법, 1999
1999년, 마하라슈트라 정부는 마하라슈트라 래깅 금지법을 제정하여 다음과 같이 정의한 래깅을 금지하였다.
무질서한 행위의 표시, 어떤 교육기관의 학생에게 신체적 또는 심리적 해를 끼치거나 불안감이나 수치심이나 수치심이나 수치심을 유발하거나 당황하게 하는 행위, 그리고 (i) 그러한 학생에게 놀림, 학대, 협박 또는 짓궂은 장난을 하거나 상처를 입히는 행위, 또는 (ii) 보통 상황에서 그 학생이 하지 않을 어떠한 행동을 요구하는 것을 포함단다. 마하라슈트라 법 제 XXX호1999년 III 페이지 2.
이 행위의 목적은 래깅을 범죄 행위로서 확립할 수 있는 틀을 만들고, 법에 따라 가능한 형벌을 정하는 것이다. 본 법 제4조에는 다음과 같이 명시되어 있다.
교육기관 내외에서 직간접적으로 래깅을 저지르고, 이를 거부하거나 전파하는 자는 유죄판결을 받으면 2년 이하의 징역에 처하고, 1만 루피까지 벌금이 부과될 수 있다."마하라슈트라 래깅 금지법, 1999" 마하라슈트라 법 제 XXX호1999년 III 페이지 2.
이 법에 따라 유죄 판결을 받은 학생은 교육기관에서 해임될 수 있으며, 다른 교육기관에 5년간 등록할 수 없다. 또한, 이 법은 교육기관이 고발 학생에 대한 정직과 고발에 대한 조사를 포함한 래깅에 대한 고발에 대처해야 하는 절차를 명시하고, 해당 기관이 명시한 대로 행동하지 않을 경우 책임을 지도록 한다. 법 제7조에 따라, 이러한 의혹을 제대로 조사하지 못하거나 조사를 소홀히 하는 기관의 장은 " 래깅의 범죄를 방조한 것으로 보며, 유죄판결시 제4조" "마하라슈트라 래깅 금지법, 1999"에 규정된 처벌을 받아야 한다.마하라슈트라 법 제 XXX호1999년 III 페이지 3. 즉, 학칙이나 총장, 또는 다른 학장이 이 법에 따라 고발되고 유죄판결을 받은 학생과 같은 처벌을 받게 된다.
2013년 적용돼 뭄바이 라지브 간디 의과대학 학생 6명이 정학 처분을 받았다. 지금까지 적용된 가장 주목할 만한 사건은 이 법에 따라 3명의 의대 선배가 기소된 페이알 타드비의 자살과 카스트 예정법과, 2000년 정보기술법 등이다. 뭄바이 경찰이 제출한 고발장은 이 사건의 래깅이 괴롭힘, 굴욕, 차별 등으로 이뤄져 바로 자살로 이어졌다고 주장하고 있다. 2018년 이후 페얄 타드비가 공부한 토피왈라 국립 의과대학을 감독하는 마하라슈트라 보건과학대학에서는 7건의 래깅 고발 중 6건이 입증되지 못했다. 2010년에는 세스 GS 의과대학 학생 18명이 이 법에 따라 래깅을 한 혐의로 체포되어 기소되었다.
2015년 마하라슈트라 공과대학의 원칙인 L.K. 크쉬르사가르(L.K. Kshirsagar)는 전년도 래깅 혐의로 고발된 학생 3명이 연루된 사건에서 법에 따른 조사를 하지 않고 직무를 태만히 한 혐의로 법 제7조에 따라 구속 기소됐다.
2019년 6월, 페이알 타드비 자살 사건 이후, 반 카스트 편향성을 견제하기 위해 래깅 방지법을 강화해야 한다는 주장이 나왔다. 법 자체는 카스트에 기초한 차별이나 다른 특정한 형태의 편견을 언급하지 않는다.

#### 중앙정부 및 대법원법률
인도 대법원은 래깅을 막기 위해 강경한 입장을 취했다. 2006년, 법원은 인도의 H.R.D.부에 래깅을 통제하기 위한 지침을 제안할 위원회를 구성하라고 지시했다.
인사혁신처는 대법원의 지시에 따라 라하반 전 CBI 국장을 단장으로 한 7인 위원회를 임명해 '래깅 반대' 조치를 권고했다. 2007년 5월에 법원에 제출된 라그하반 위원회 보고서에는 래그하반을 인도 형법에 따라 특별 조례으로 포함하자는 제안이 포함되어 있다. 2007년 5월 16일의 인도 대법원의 중간 명령 (권고문서에 근거한)은 어떤 경우라도 래깅으로 인한 고소가 있을 경우, 학회가 경찰에 공식 퍼스트 정보 보고서를 제출하는 것을 의무화한다. 이렇게 되면 모든 사건은 학회 자체의 애드호크 기구가 아닌 형사사법제도 하에서 정식으로 수사될 수 있게 될 것이다.
래그하반 박사는 래깅에 대한 대법원의 판단을 환영하며 "대학에서 래깅을 막기 위한 권고안이 최종적으로 심각하게 받아들여질 조짐이 보인다"고 말했다.
2007년, 대법원은 모든 고등 교육 기관들이 그들의 책자/입학 예상지에 모든 래깅 사건에 대한 정보를 포함하도록 지시했다.

#### 2009년 UGC 규정
2009년, 아만 카흐루오의 죽음으로 대학 보조금 위원회(UGC)는 고등 교육 기관의 래깅 방지에 관한 UGC 규정을 통과시켰다. 이 규정은 모든 대학에게 개별 숙소에 있는 숙박업소와 같은 엄격한 사전 예방 조치, 야간에는 채집 반대 단원들의 기습 습격, 채집 금지 선서를 하는 모든 고학년 학생들과 그 학부모들의 진술서 제출 등 걸레질을 억제하도록 의무화하고 있다.
그 후, UGC는 이 규정을 거의 수정하지 않았다. 이것들에 따르면,
1. 선서위원의 진술서에 대한 검증을 더 이상 받을 필요가 없다.
2. 래깅의 정의는 다음과 같이 갱신된다: "색깔, 인종, 종교, 카스트, 민족, 성별(트랜스젠더 포함), 성적 지향, 외모, 국적, 지역적 기원, 언어적 정체성, 장소 등을 이유로 다른 학생을 대상으로 한 신체적 또는 정신적 학대(왕따와 배척 포함)의 모든 행위의 근원과 거주지 또는 경제적 배경."[31]

### 인도의 래깅 반대 운동
매년 래깅 상황이 악화되면서 인도에서는 자발적인 래깅 반대 운동이 나타나고 있다. 대중의 인식을 위해 희생자들을 위한 지원을 주선하는 몇몇 자발적인 단체들이 생겨났다.
교육에서 뿌리 뽑기 위한 연합, 스톱 래깅, 래깅 방지 재단과 같은 온라인 그룹은 인터넷 상의 주요 래깅 반대 단체가 되었다. 이 가운데 노 래깅재단이 완전한 NGO로 탈바꿈해 인도 최초의 등록반대 비영리단체(NGO)인 교육폭력방지협회(SAVE)로 등록됐다.
인도 언론은 래깅 행위를 억제하기 위한 많은 관련 기관들의 무관심과 래깅 사건을 폭로했다. 인도 대법원은 중간 판결에서, 태만한 기관에 대해 조치가 취해질 수 있다고 지시했다.

## 같이 보기
- 집단 따돌림
- 패깅
- 데도브시나
- 가스라이팅